# اچ‌ام‌اس آمازون (۱۹۰۸)
اچ‌ام‌اس آمازون (۱۹۰۸) (به انگلیسی: HMS Amazon (1908)) یک کشتی بود. این کشتی در سال ۱۹۰۸ ساخته شد.